# 全氟三乙基甲醇
全氟三乙基甲醇是一种全氟醇，化学式为C7HF15O，是3-乙基-3-戊醇碳链上的氢原子全部被氟取代的产物。它可由三氟甲醇钾或三氟甲醇铯和四氟乙烯在加热、加压下反应得到。它和二乙基锌反应，可以得到全氟三乙基甲醇锌。它是一种强效解偶联剂，吸入有毒。